# 生根神社 (大阪市住吉區)
生根神社（羅馬化：Ikune jinja），是一座位於日本大阪府大阪市住吉區的神社。舊社格為式內社大社及鄉社。其曾經是住吉大社的攝社。通常被稱為「奧之天神」或「奧天神」。
根據《攝津名所圖會》和《住吉名勝圖會》中記載，該神社的主祭神為少彥名命，但是《神名帳考證》則提出活津彥根命的說法。

## 歷史
生根神社的創建年代不詳。據該神社社傳稱，該神社比住吉大社更早存在，但在《住吉大社神代記》中卻沒有記錄。據古老的傳說，祭神少彥名命是釀酒的始祖，相傳神功皇后曾在此釀酒，後奉獻給住吉三神。

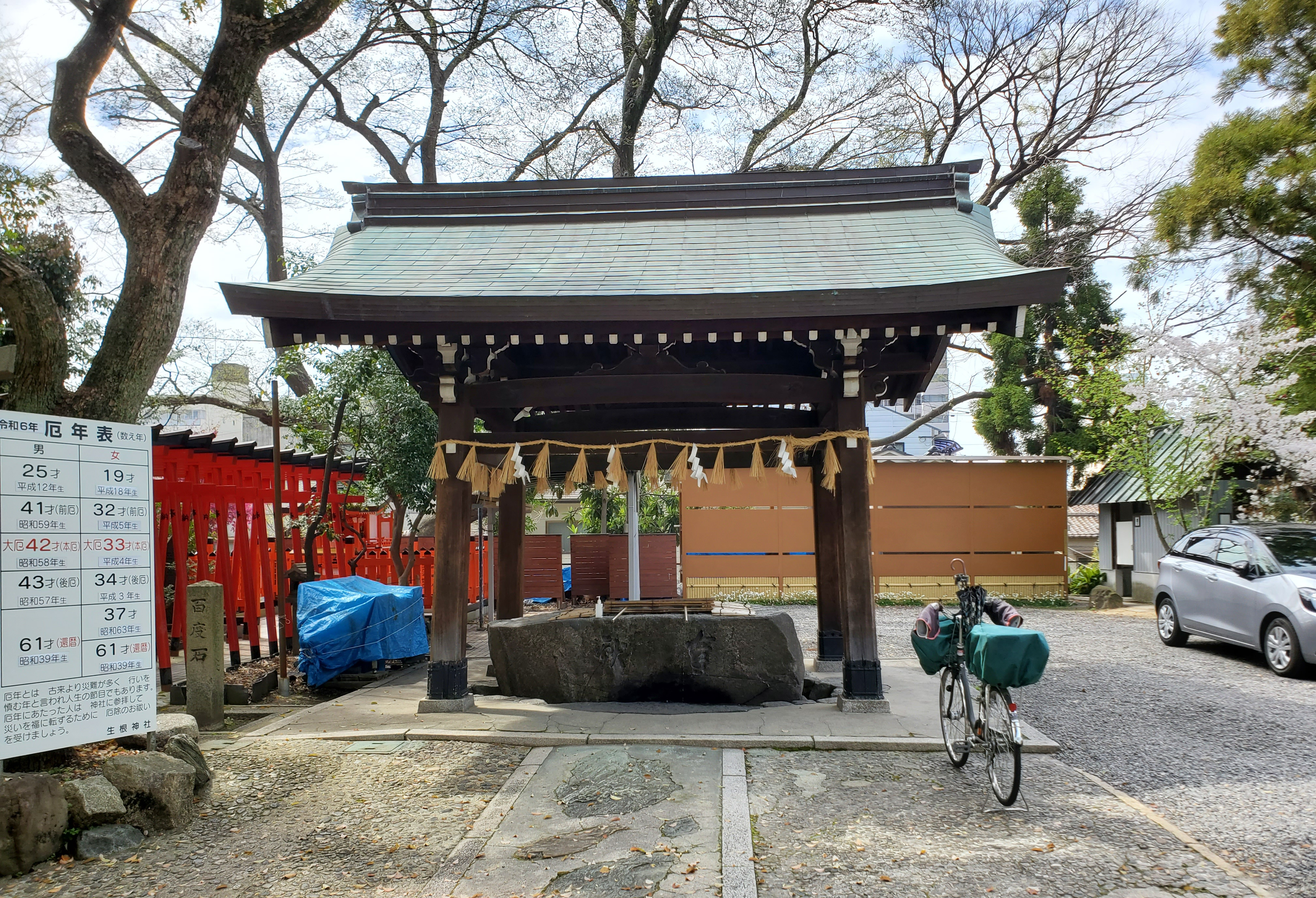
手水舍

從806年（大同元年）的《新抄格勅符抄》中可知，當時的生根神社有一個神戶，是從大和國指派過來的。
到了927年（延長5年），《延喜式神名帳》將生根神社列為攝津國住吉郡的式內大社，並記載了其在朝廷的月次祭和新嘗祭中負責的職務，包括管理祭祀用的幣帛。
在1482年（文明14年），生根神社內建立天滿宮，並因此吸引了大量信徒，使得生根神社也被暱稱為「奧之天神」（這個名稱源於其位於住吉大社和大海神社之後的位置）。還有一種說法是，這個名稱來自於海上的天津神少彥名命。

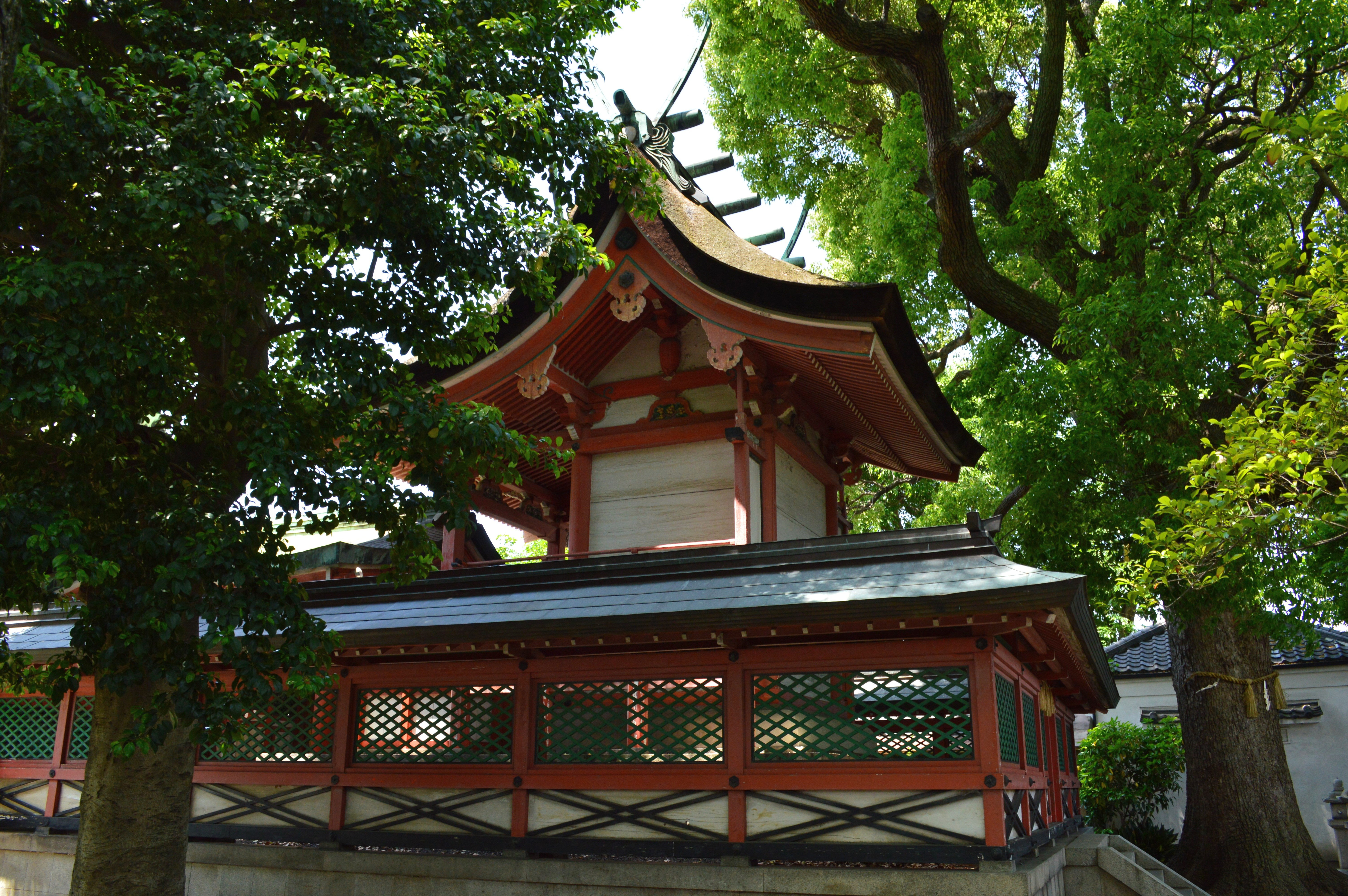
本殿

從1600年（慶長5年）到1601年（慶長6年），在淀殿的資助下，由片桐且元主導建造本殿。
在江戶時代，生根神社作為住吉大社的攝神而運作。在《住吉松葉大記》中，生根神社被稱為「奧天神社」，並由住吉神宮寺的僧侶負責管理。
到了1872年（明治5年），生根神社從住吉大社中獨立出來，並在新設立的社格制度中被認定為鄉社。從1907年（明治40年）到1911年（明治44年），附近的兩座無格社塞神社、龍王神社和一座村社種貸神社被遷移到生根神社。
此外，曾經因神佛習合而建立的帆柱觀音堂的基石，現今仍然留存於生根神社內。

## 建築物

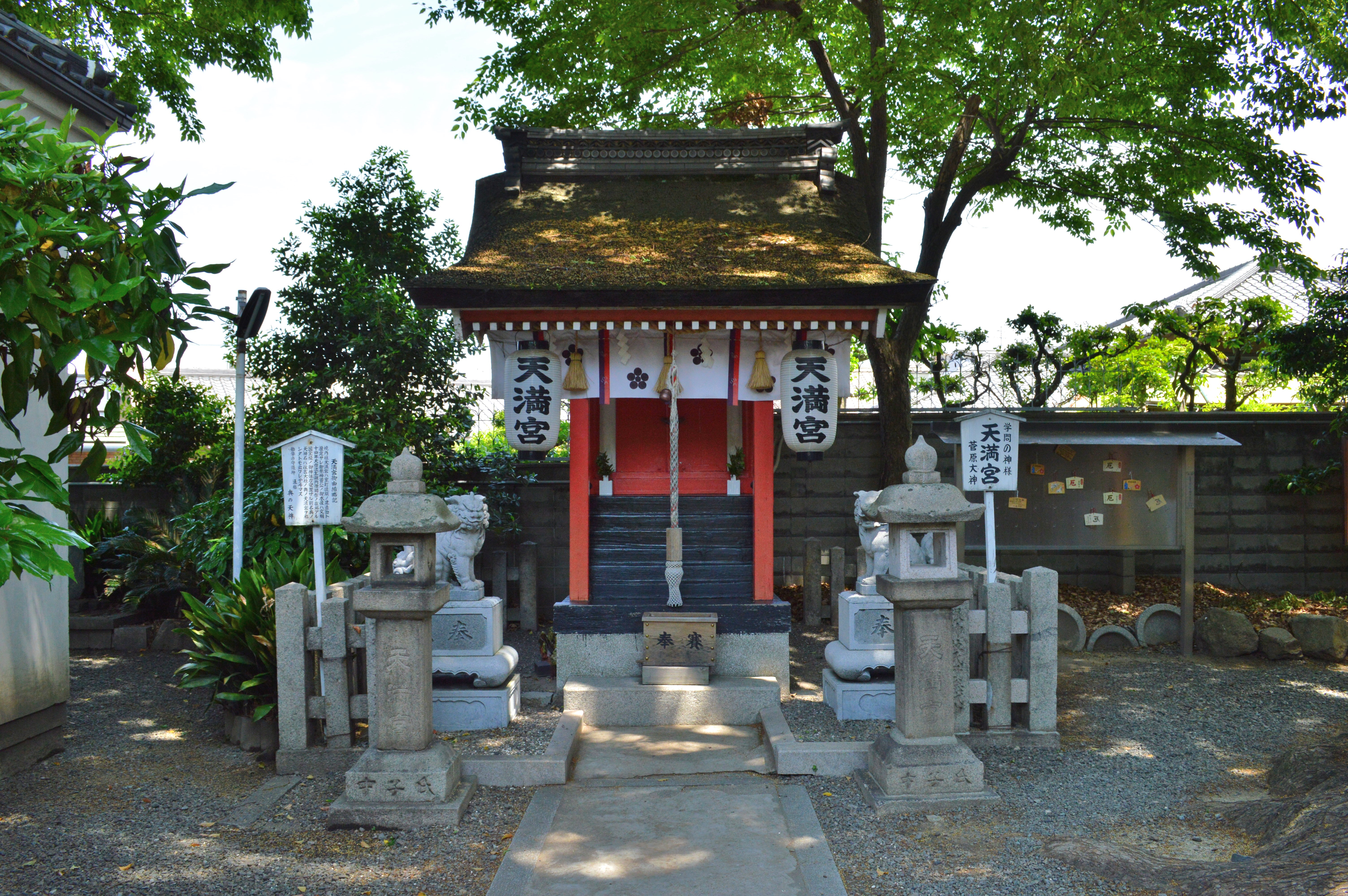
天滿宮

本殿是大阪府指定有形文化財，於1600年至1601年間，在淀殿的捐助下，由片桐且元監督進行重建。這座建築採用流造風格，正面裝飾著千鳥格子的唐破風，屋頂則是用檜皮葺所蓋，完美地保留了桃山時代的建築特色。拜殿融入了桃山時代的建築元素，在1936年經過了一次修繕。紅梅殿的前身是住吉大社神宮寺的新羅寺回廊，據說是將其整體移建至此。
其攝社天滿宮，也稱菅原神社，其中的神體，即木造的菅原道真坐像製作於1482年（文明14年），目前是大阪市的指定有形文化財。